# Herennia papuana
Herennia papuana is een spinnensoort uit de familie van de wielwebspinnen (Araneidae).
De wetenschappelijke naam van de soort werd in 1881 gepubliceerd door Tord Tamerlan Teodor Thorell.